# Золмс-Браунфелс
Золмс-Браунфелс (на немски: Solms-Braunfels) е съществуваща до днес висша благородническа фамилия в Германия, Швейцария, Австрия и Чехия.
Графството (Княжеството) Золмс-Браунфелс (Grafschaft (Fürstentum) Solms-Braunfels) на Свещената Римска империя съществува от 1258 до 1806 г.
През 1409 г. графският род на Золмс се разделя на линиите Золмс-Браунфелс и Золмс-Лих. Золмс-Браунфелс се разделя отново на два клона, от които съществува само клонът Грайфенщайн, чиито представители през 1693 г. възприемат името Браунфелс, преместват резиденцията си от замъка Грайфенщайн в замъка Браунфелс и през 1742 г. получават имперски княжески титли. През 1806 г. Золмските княжества са медиатизирани.
През 21 век замъкът Браунфелс е фамилна собственост на графовете Фон Оперсдорф-Золмс-Браунфелс.